# Megaselia gigantea
Megaselia gigantea is een vliegensoort uit de familie van de bochelvliegen (Phoridae). De wetenschappelijke naam van de soort is voor het eerst geldig gepubliceerd in 2004 door Brenner.